# Choc cardiogénique
 Mise en garde médicale
Un choc cardiogénique est lié à une défaillance aiguë primitive de la pompe cardiaque, entraînant des désordres hémodynamiques, métaboliques et viscéraux, en relation avec une chute du débit cardiaque et conduisant à un état d'hypoperfusion tissulaire.
C'est l'une des causes de collapsus cardiovasculaire.

## Épidémiologie
La première cause de choc cardiogénique reste l'infarctus du myocarde, se compliquant ainsi entre 2,5 et 8 % des cas suivant le type d'infarctus,. L'incidence annuelle aux États-Unis est estimée à un peu moins de 50 000 cas. Elle tend à diminuer, probablement en raison de la meilleure prise en charge précoce de l'infarctus du myocarde,, même s'il existe des données contradictoires.

## Physiopathologie
La défaillance de la pompe cardiaque (quelle qu'en soit l'origine) va avoir tout d'abord pour conséquence une augmentation des pressions de remplissage et une diminution du débit cardiaque. 
L'organisme va mettre en route des mécanismes de régulation (tachycardie, sécrétion de catécholamines, hormones entraînant une vasoconstriction (augmentation des résistances vasculaires périphériques) et une augmentation des résistances périphériques (ce qui permet de faire la distinction avec un choc septique).
Ces phénomènes vont avoir pour conséquence une diminution de la pression artérielle et ainsi de la microcirculation, d'où une diminution de la délivrance cellulaire en oxygène.
La survenue d'un syndrome inflammatoire, tel qu'il peut apparaître au cours d'un infarctus du myocarde, entraîne une augmentation des cytokines telles que l'interleukine-6 et la TNFα. Ces derniers peuvent majorer l'état de choc en diminuant la contractilité du muscle cardiaque ainsi que le débit dans les artères coronaires.

## Diagnostic
La clinique, outre les signes liés à la pathologie causale, est marquée par :
- une hypotension, une pression artérielle différentielle pincée,
- des marbrures, les extrémités sont froides et cyanosées,
- une oligurie, une somnolence, une agitation, une polypnée (signes liés à l'hypoperfusion tissulaire),
- des signes d'insuffisance ventriculaire gauche (œodème aigu pulmonaire, galop gauche…) ou droite (turgescence des jugulaires, reflux hépato-jugulaire).

## Causes
Les pathologies cardiaques les plus fréquemment en cause sont les cardiopathies coronariennes (principalement l'infarctus du myocarde), les valvulaires (rétrécissement aortique, au décours d'une endocardite par insuffisance valvulaire aiguë), les troubles du rythme ou de la conduction sur cardiopathie.
Dans une moindre mesure, on peut retrouver :
- une embolie pulmonaire,
- un pneumothorax sous tension associant un déplacement médiastinal important,
- une tamponnade,
- une cardiomyopathie dilatée,
- une dissection aortique,
- une myocardite,
- une dysfonction de prothèse valvulaire cardiaque (thrombose, désinsertion),
- dans le cadre du béribéri, d'une maladie de Paget, d'une hyperthyroïdie, d'un shunt droit-gauche,
- une cause toxique : les antidépresseurs tricycliques, les bêta-bloquants, les digitaliques, la nivaquine, les carbamates, etc.

## Prise en charge

### Traitement symptomatique
L'augmentation de la contraction du muscle cardiaque est obtenu par l'utilisation de médicaments inotropes positifs en intra-veineuse, par exemple la dobutamine ou l'adrénaline.
En cas de pression artérielle trop basse, un traitement vasopresseur permet une vasoconstriction des artères périphériques, mais ne peut par ce biais, augmenter le bas débit.
Dans certains cas (infarctus par exemple), la mise en place d'un ballon de contre-pulsion intra-aortique permet d'améliorer la situation. Ce ballon, positionné dans l'aorte thoracique descendante, se gonfle à chaque diastole (relaxation du muscle cardiaque) et se dégonfle à chaque systole (contraction cardiaque) permettant ainsi, d'une part, de maintenir un débit en aval et d'autre part d'augmenter la pression en amont du ballon, et par conséquent le débit au niveau des artères coronaires.
En cas d'échec des traitements conventionnels, la mise en place d'une assistance ventriculaire (ou d'un cœur artificiel), voire une transplantation cardiaque en urgence, peut se discuter dans certains cas.

### Traitement de la cause
Lors d'un infarctus du myocarde, la désobstruction précoce de l'artère coronaire occluse, responsable de l'infarctus, permet de prévenir efficacement la survenue d'un choc cardiogénique. La mise en place d'une contrepulsion intra-aortique est également un apport important.

## Pronostic
Le choc cardiogénique est une maladie grave comportant une mortalité à court terme importante. À plus long terme, moins d'un tiers des patients ayant eu un choc cardiogénique sont vivants après 6 ans selon une étude publiée en 2006.